# Je te veux
Je te veux är en sång komponerad av Erik Satie med text av Henry Pacory. Je te veux, som är en sentimental vals, skrevs för sångerskan Paulette Darty.
Sången registrerades av SACEM (Société des auteurs, compositeurs et éditeurs de musique) den 20 november 1902. Satie komponerade olika versioner av Je te veux, bland annat för piano samt full orkester.
År 1925 spelade Yvonne George in sången. Den har även spelats in av bland andra Mathé Altéry, Régine Crespin, Nicolai Gedda, Jessye Norman och Angela Gheorghiu. 

### Webbkällor
- ”Je te veux (Satie, Erik)”. International Music Score Library Project. http://imslp.org/wiki/Je_te_veux_%28Satie,_Erik%29. Läst 12 maj 2016.